# Mesanthemum angustitepalum
Mesanthemum angustitepalum är en gräsväxtart som beskrevs av Kimp. Mesanthemum angustitepalum ingår i släktet Mesanthemum och familjen Eriocaulaceae.
Artens utbredningsområde är Kongo-Kinshasa. Inga underarter finns listade i Catalogue of Life.